# Louis Welden Hawkins

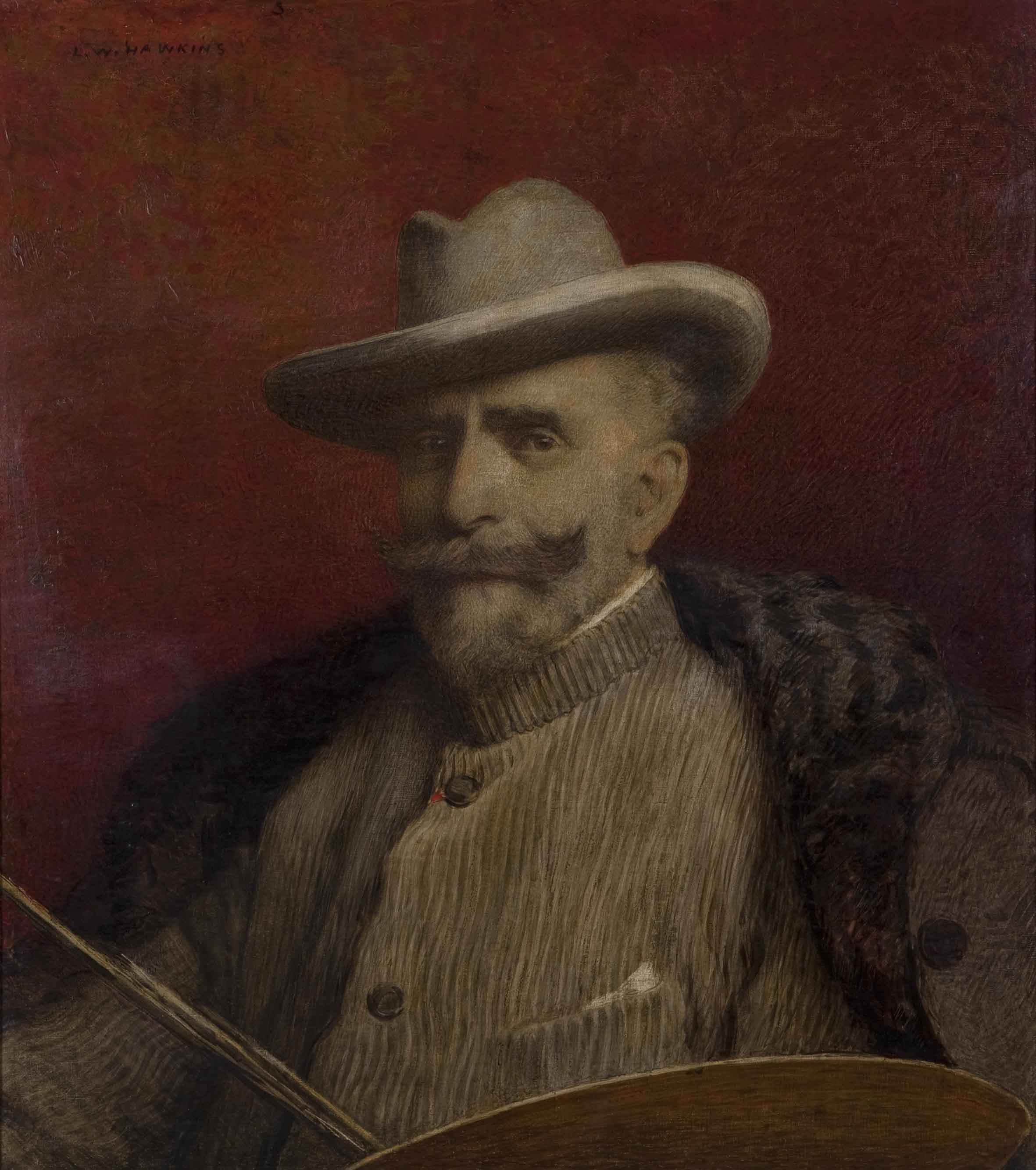
Zelfportret met pallet, ca. 1890

Louis Welden Hawkins (Stuttgart, 1 juli 1849 – Parijs, 1 mei 1910) was een Frans kunstschilder. Hij wordt gerekend tot het symbolisme.

## Leven en werk
Hawkins werd geboren in Duitsland als zoon van een Britse marineofficier en een Oostenrijkse barones. Hij was eigenlijk voorbestemd voor een militaire loopbaan, maar brak met de familie. In 1873 trok hij naar Parijs en nam later ook de Franse nationaliteit aan. In Parijs studeerde hij aan de Académie Julian en schilderde aanvankelijk in een academische stijl. In 1881 had hij zijn eerste succes met een expositie in de salon van de Société des Artistes Français. Na een kennismaking met werk van de prerafaëlitische Engelse kunstschilders Dante Gabriel Rossetti en Edward Burne-Jones stapte hij kort daarna over op het symbolisme. Als zodanig groeide hij vervolgens uit tot een van zijn belangrijkste vertegenwoordigers in Frankrijk en exposeerde succesvol in de belangrijkste Parijse salons, alsook in La Libre Esthétique te Brussel. Door zijn gecomprimeerde en minutieuze techniek, alsook door zijn onderwerpskeuze, staat zijn werk dicht bij de stijl van de Prerafaëlieten.
Hawkins was bevriend met vooraanstaande symbolistische schrijvers als Jean Lorrain, Paul Adam, Laurent Tailhade, Robert de Montesquiou en Stéphane Mallarmé, alsook met een aantal socialistische politici.
Op latere leeftijd schilderde Hawkins veel landschappen en portretten van plattelandsmensen in Bretagne. Hij overleed in 1910 en werd een jaar later geëerd met een overzichtstentoonstelling in de Salon Nationale. Diverse van zijn werken bevinden zich momenteel in het Musée d'Orsay te Parijs.

## Galerij

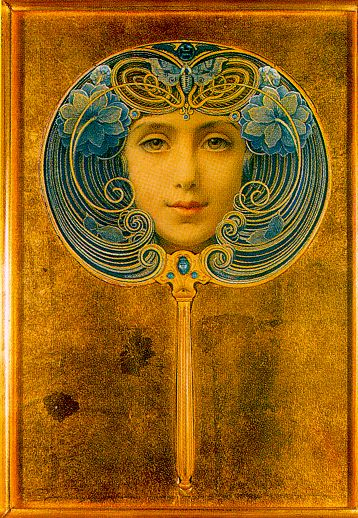
Masker
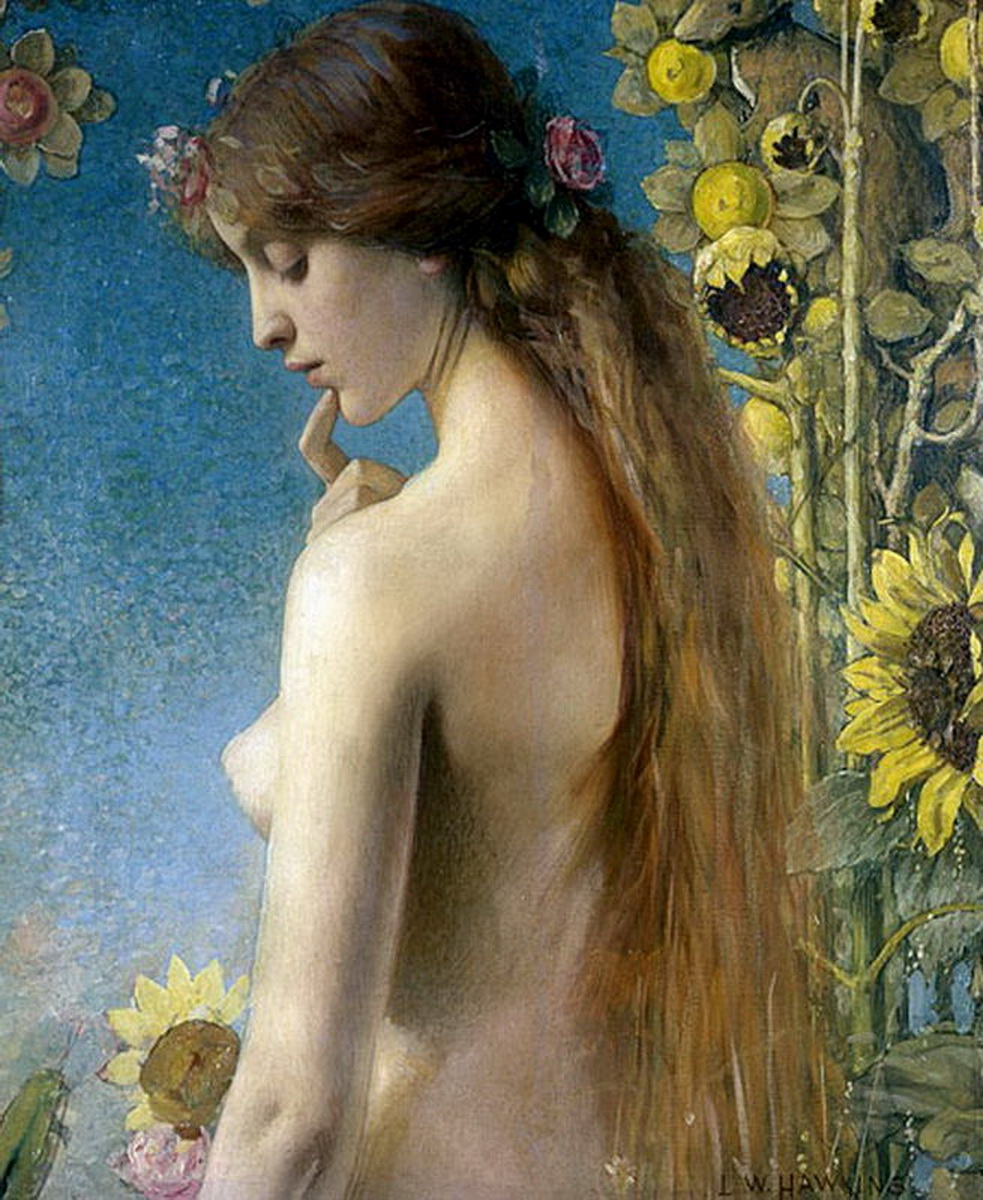
Clytie
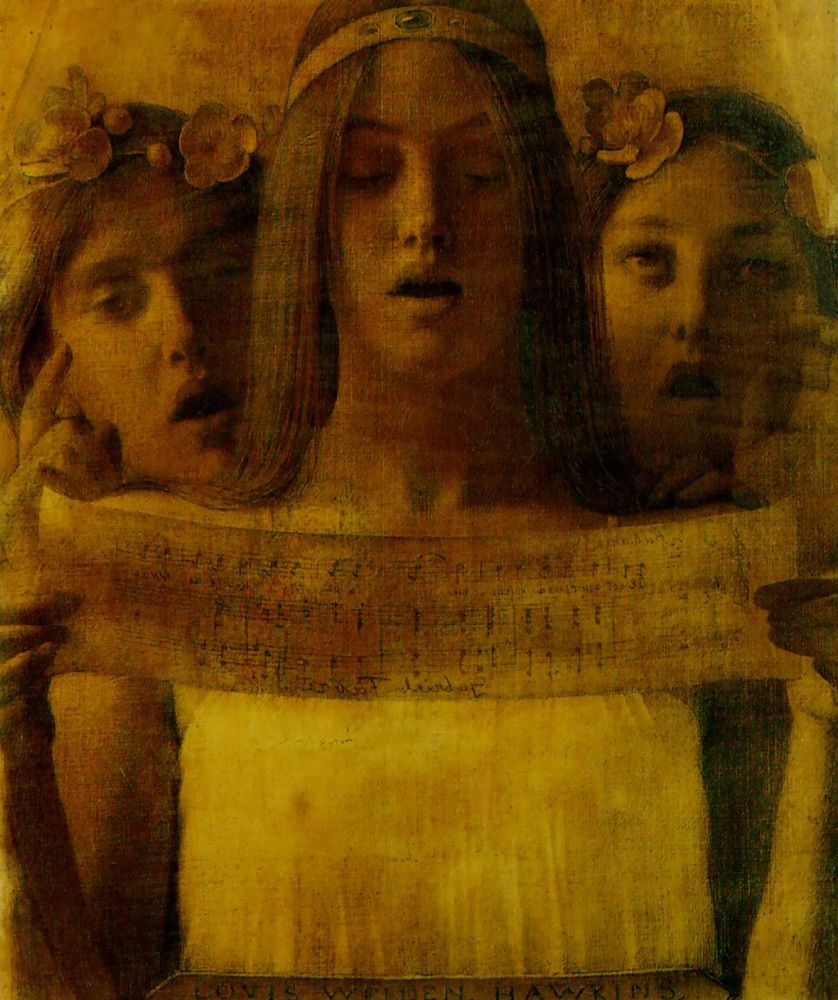
Girls singing Music by Gabriel Fabry
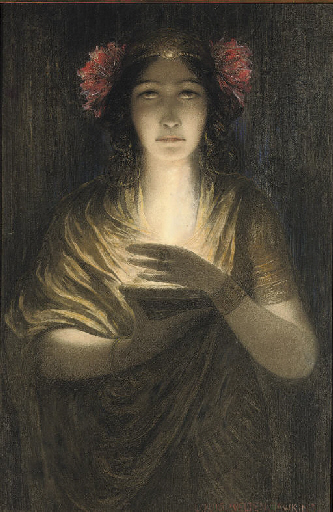
The Priestess, ca, 1890
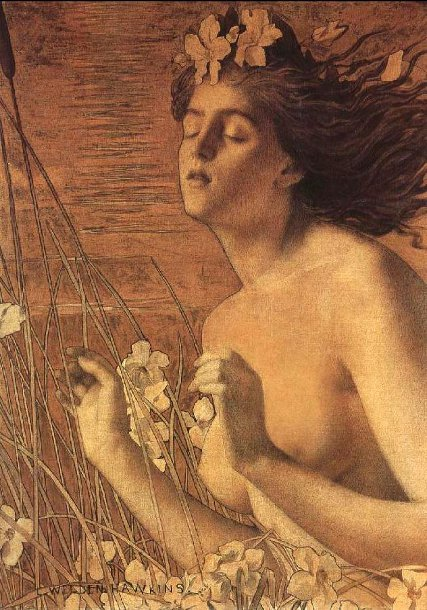
Autumn, ca. 1890
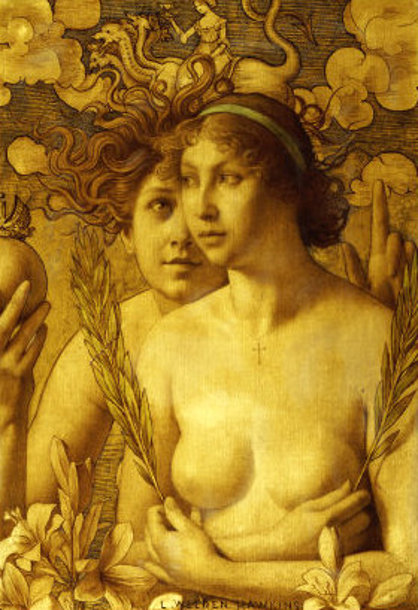
Innocence, ca. 1890
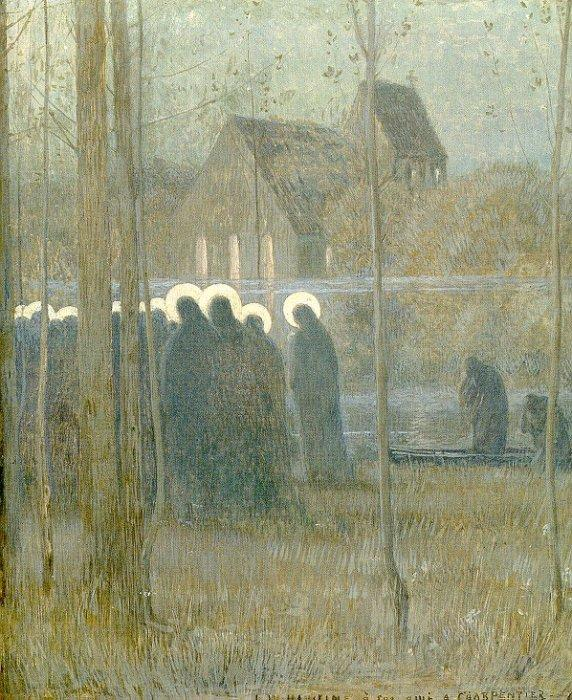
Procession of the Souls, ca. 1890
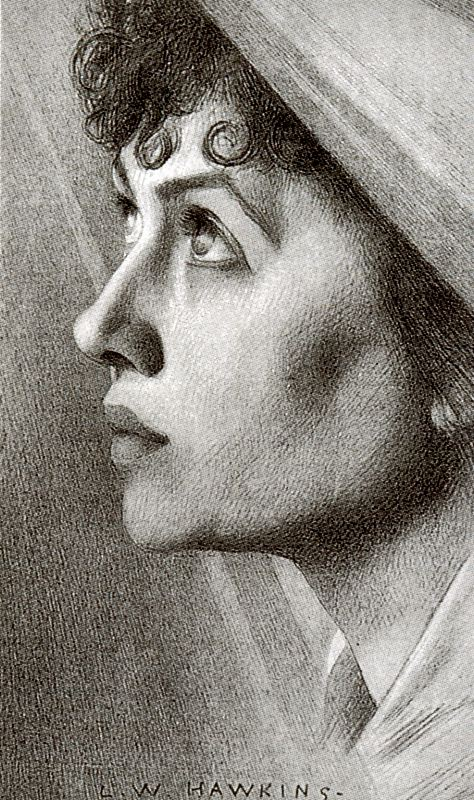
Studie van een vrouwenkop, ca. 1890
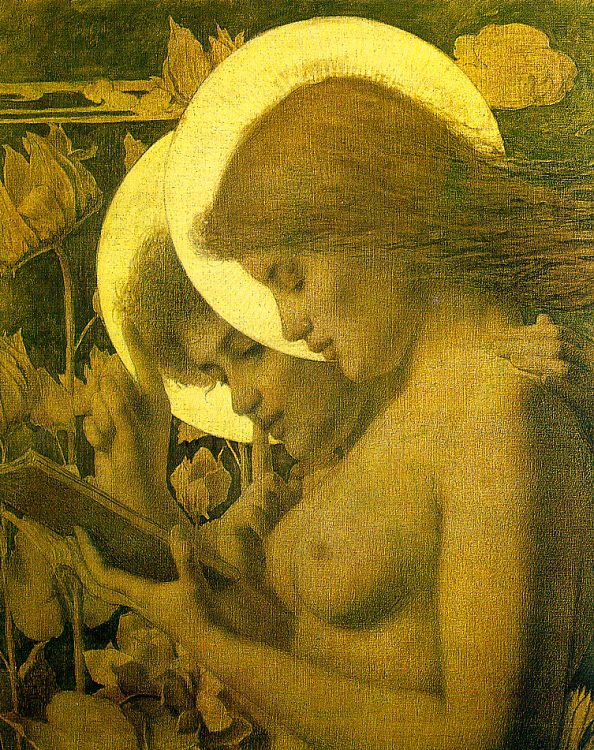
Les Aureoles, 1894
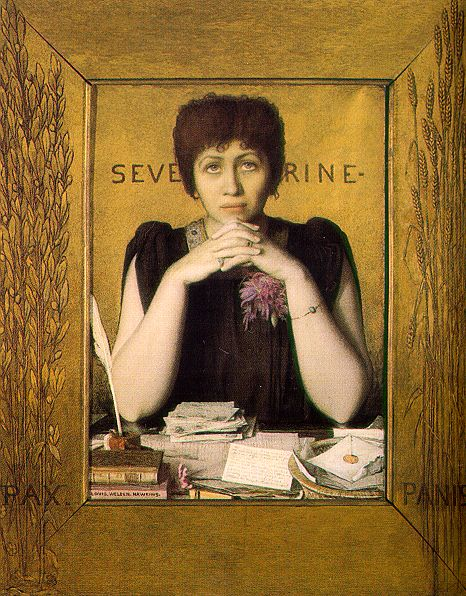
Séverine, ca. 1895, Musée d'Orsay, Parijs